# Bahnhof Flintholm
Flintholm ist eine oberirdische S- und U-Bahn-Station im gleichnamigen Stadtteil Flintholm der von Kopenhagen vollständig umschlossenen Frederiksberg Kommune. Die Station wird von den Linien M1 und M2 des Kopenhagener U-Bahn-Systems bedient.
Die Station wurde am 24. Januar 2004 für den neuerbauten U-Bahn-Abschnitt Frederiksberg–Vanløse eröffnet. Der Bahnhof befindet sich oberirdisch in Hochlage. Bei dem Bahnhof handelt es sich um einen Keilbahnhof sowie um einen Turmbahnhof. Die Metrolinien und die S-tog-Linien H und C kommen auf einem Viadukt aus Richtung Westen in die Station, dort trennen sich die Gleise in jeweils zwei für Metro und S-tog. Die S-tog-Linien H und C führen weiter in südöstliche Richtung, die Metrolinien 1 und 2 verlaufen weiter in östliche Richtung. Die S-tog-Linie F kreuzt den Bahnhof aus Richtung Norden. Sie hält unterhalb der Bahnsteige der anderen Linien und verläuft weiter in Richtung Süden. Es bestehen Umsteigemöglichkeiten zwischen den Linien H, F und C des S-tog, der M1 und M2 der Metro und zu diversen Buslinien.